# Hans Fruck
Hans Fruck, nemški general in politik, * 15. avgust 1911, † 15. december 1990.
Med letoma 1957 in 1977 je bil namestnik ministra za državno varnost Nemške demokratične republike (Stasija) in med letoma 1989 in 1990 direktor Amt für Nationale Sicherheit.